# Steen Langebæk
Steen Tage Langebæk (født 1. oktober 1927 i København - 23. oktober 2020) var en dansk landsretssagfører og erhvervsleder.
Han var søn af direktør Tage Holm Langebæk og hustru Kate Carrie født Henriques. Som søn af en jødisk mor måtte han under Besættelsen flygte til Sverige. I 1946 blev han student fra Sortedam Gymnasium.
I 1952 blev han cand.jur. og fik 1957 bestalling som landsretssagfører. Fra 1971 var Steen Langebæk medlem af direktionen for virksomheden Sophus Berendsen og var fra 1975 til 1982 administrerende direktør for samme.
Han havde haft tillidsposter i landsindsamlingerne Flygtning 86 og Flygtning 90 og været medlem af den danske Helsinki-komité. Generelt har Langebæk været en stærk kritiker af Danmarks flygtningepolitik.
Han havde bestyrelsesposter i bl.a. Det Danske Kulturinstitut, Hamlet-festspillene på Kronborg, Dansk Jødisk Museum, Sofiefonden, Det Udenrigspolitiske Selskab, Fregatten Peder Skram Fonden, Danisco, Royal Copenhagen, Bang & Olufsen, Kulturby 96, British Import Union og komiteen for Danmarks deltagelse i verdensudstillingen i Sevilla.
2000-03 var Steen Langebæk formand for Ældre Sagen, ligesom han 2001-07 var præsident for den europæiske ældreplatform AGE. Organisationen gjorde ham efterfølgende til ærespræsident.
Langebæk skrev bøgerne Bestyrelsen, idégrundlag og funktion , Bestyrelsens ABC og i 2013 Udsæt aldrig.
Fra den 20. juni 1950 og frem til hendes død var han gift med Ruth Skovgaard (10. august 1927 - 24. maj 2012), datter af arkitekt Hans Georg Skovgaard. Parret fik 4 børn sammen.